# Steinkind von Sens

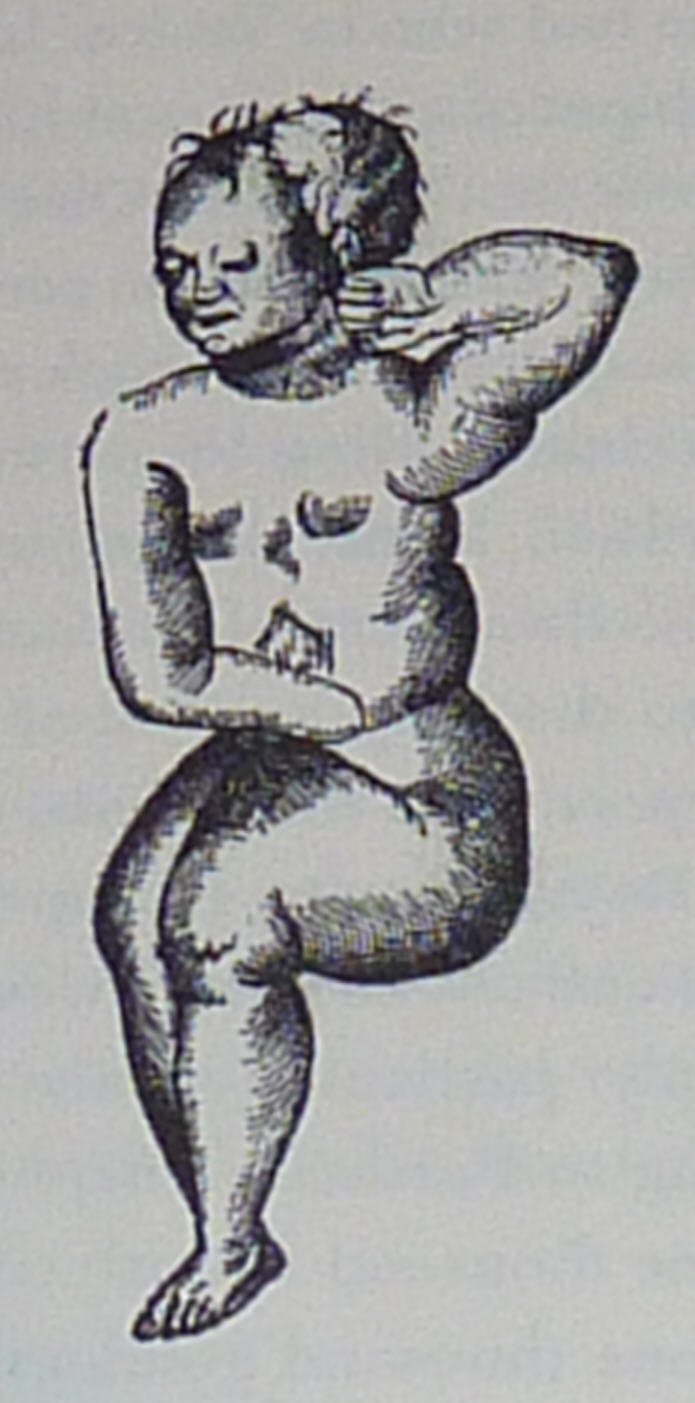
Ambroise Parés Zeichnung

Das Steinkind von Sens war ein Lithopädion, das 28 Jahre nach dem natürlichen Geburtstermin aus dem Leib seiner Mutter geholt wurde.

## Befund
Madame Colombe Chatri aus Sens (Burgund), die Gattin des Schneiders Loys Carita, zeigte im Jahr 1554 im Alter von 40 Jahren alle Anzeichen einer normalen Schwangerschaft. Diese endete ordnungsgemäß mit dem Durchbruch des Fruchtwassers und Wehen, doch das Kind wurde nicht geboren. Colombe Chatri überlebte dieses Vorkommnis, war aber die nächsten drei Jahre bettlägerig und litt auch später unter Schmerzen. Obwohl sie das ungeborene Kind als harte Schwellung in ihrem Leib fühlte, erreichte sie ein Alter von 68 Jahren.
Nach ihrem Tod im Jahr 1582 ließ der Witwer sie von Claude le Noir und Iehan Coutas sezieren. Sie fanden im Leib der Mutter ein großes eiartiges Gebilde vor, das sie nur mit Gewalt aufbrechen konnten. Nachdem sie festgestellt hatten, dass sich im Inneren der Schale ein voll ausgetragenes, aber versteinertes Baby befand, zogen sie etliche Ärzte zur Untersuchung heran, darunter auch Jean d’Ailleboust. Zugleich zog der Fall zahlreiche Neugierige an, und in dem Verlangen, das Kind aus seiner Schale zu befreien und näher studieren zu können, zerstörten die Beteiligten die harte Umhüllung, ehe diese genauer untersucht werden konnte. Auch wurde dabei die rechte Hand des Kindes abgebrochen.
Das Kind, ein Mädchen, war in hockender Stellung mit leicht nach rechts geneigtem Kopf fixiert. Die Fontanellen waren offen, und das Baby hatte einen einzigen Zahn.

## Erste Untersuchungen

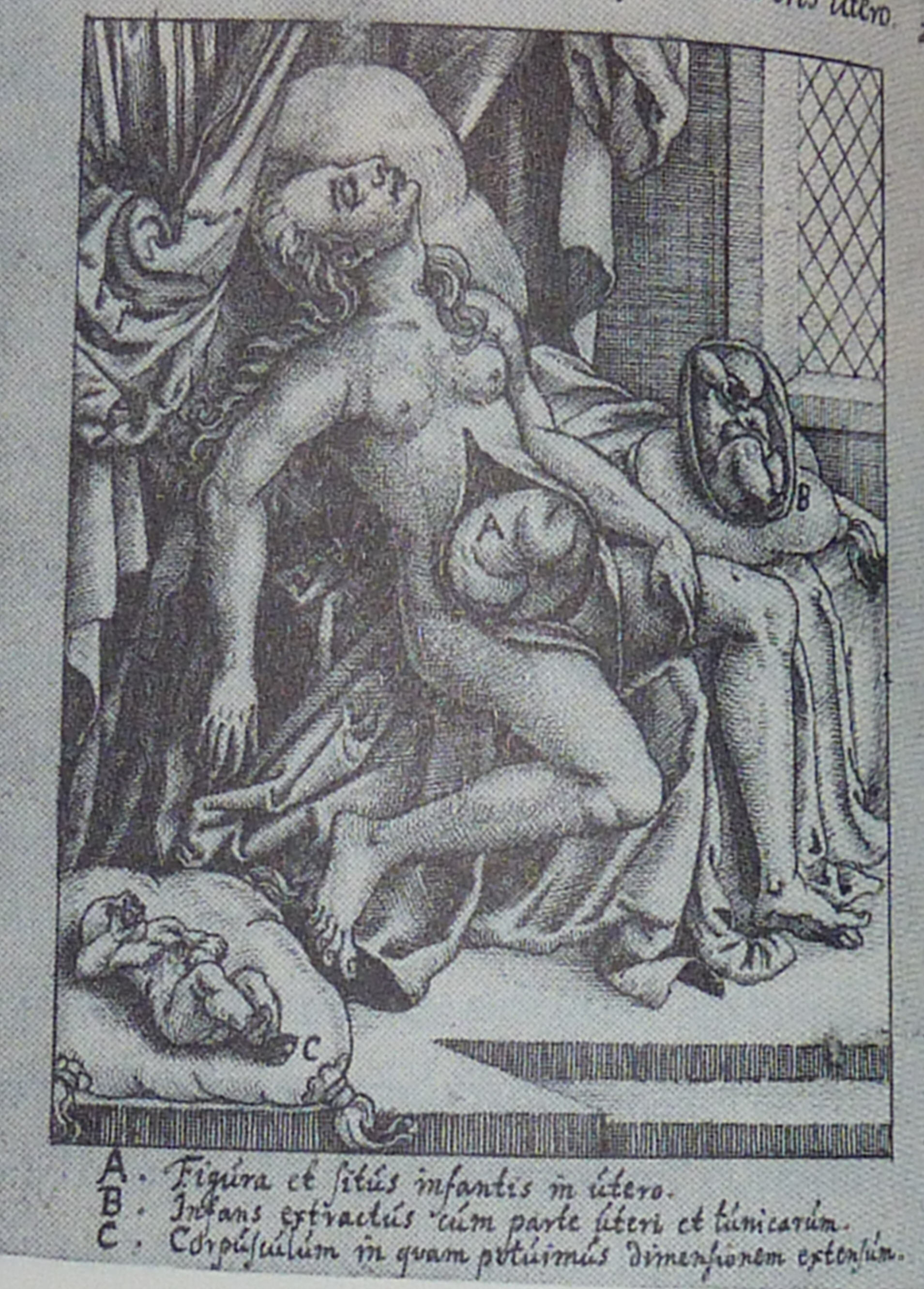
Eine der frühesten Darstellungen

Die Entdeckung dieses Lithopädions löste eine Sensation aus. D’Ailleboust verfasste eine Beschreibung des Kindes und der Autopsie, die noch 1582 von Jean Sauvine in Sens gedruckt wurde und sich bestens verkaufte. Sie trug den Titel Portentosum Lithopaedion, sive Embryum Petrificatum Urbis Senonensis. Bald darauf erschien auch eine Übersetzung dieses Werks ins Französische, die der Arzt Siméon de Provanchères besorgt hatte: Le prodigieux enfant pétrifié de la ville de Sens. D’Aillebousts Theorie über die Entstehung des Steinkindes – das Blut der Mutter sei zu trocken gewesen – fand bald ihre Kritiker. Schon de Provanchères fügte seiner Übersetzung eine Ergänzung bei, in der er die Ansicht verfocht, der Embryo sei mangels ausreichender Temperatur im Mutterleib ausgetrocknet. François de Bosset, ein Zeitgenosse dieser beiden Ärzte, befasste sich hingegen mehr mit der Substanz, in der das Kind eingeschlossen war. De Bosset nahm an, dass es zu fest mit der Mutter verbunden gewesen und dadurch die Geburt unmöglich gewesen sei.
Schon seit der ersten Publikation wurden auch Abbildungen des Steinkindes von Sens veröffentlicht. D’Ailleboust hatte seiner Abhandlung ein Bild beigefügt, das Colombe Chatri in halb sitzender Haltung nackt auf einem Bett zeigte, ihr Bauch war aufgeschnitten und das Kind daneben liegend dargestellt. Jan Bondeson vermutet, dass eine zeitgenössische erotische Zeichnung als Vorbild für diese Darstellung gedient hat, in die das Steinkind nur eingefügt wurde. D’Ailleboust selbst machte keine genauen Angaben über die Herkunft des Bildes, sondern behauptete nur, es sei nach Statuen des Phidias gezeichnet worden.
Näher an der Wirklichkeit dürfte jedenfalls die Abbildung sein, die Ambroise Paré seiner Publikation Des monstres et prodiges beifügte. Paré war ein Zeitgenosse d’Aillebousts und hatte Gelegenheit, das Steinkind von Sens genau zu untersuchen. Eine Veröffentlichung mit dem Titel Gyneciorum von Israel Spach, die fälschlicherweise oft auf 1557 datiert wird, stammt in Wirklichkeit aus dem Jahr 1597 und bedient sich der Angaben d’Aillebousts.

## Die Odyssee des Steinkindes
Von Anfang an hatten sich nicht nur Mediziner für den Fall interessiert. In den 1590er Jahren erwarb der reiche Kaufmann Prestesiegle das Steinkind von Sens und brachte es in seinem privaten Museum in Paris unter. Dort hatte auch Louyse Bourgeois Gelegenheit, das Lithopädion zu untersuchen. Sie veröffentlichte d’Aillebousts bildliche Darstellung des Kindes erneut. Das Steinkind ging später in den Besitz des Pariser Goldschmiedes Estienne Carteron über, der es seinerseits am 12. Februar 1628 nach Venedig verkaufte. Der neue Besitzer hieß Gillebert Bodëy und war Juwelenhändler. In Venedig bekam in den 1640er Jahren der dänische Anatom Thomas Bartholin das Steinkind von Sens zu Gesicht. Wahrscheinlich informierte dieser den dänischen König Friedrich III. über das Kuriosum. Friedrich III. baute ab den 1650er Jahren eine umfangreiche Kuriositätensammlung in Kopenhagen auf, der er unter anderem auch die komplette Sammlung von Ole Worm einverleibte. 1653 kaufte er das Steinkind von Sens samt dem Kaufvertrag von 1628 und einer handschriftlichen Kopie des Autopsieberichts von d’Ailleboust samt Illustration. Diese Dokumente sind bis heute in der Königlichen Bibliothek Kopenhagen erhalten geblieben. Über den Kaufpreis, den der König aufbringen musste, gibt es unterschiedliche Angaben – sicher ist nur, dass er hoch gewesen sein muss.
Bartholin verfasste eine genauere Beschreibung des Steinkindes, als es in Dänemark war. Sie wurde in seinem 1654 in Amsterdam gedruckten Werk Historiarum Anatomicarum Rariorum, Centuria I–II veröffentlicht. Zu diesem Zeitpunkt hatte das Lithopädion schon sehr gelitten. Beide Arme waren abgebrochen und an einigen Stellen war das Skelett unter der zerstörten Haut und den beschädigten Muskeln sichtbar. Ein Katalog des königlichen Museums, den Bartholins Verwandter Holger Jacobsen 1696 anfertigte, zeigt den Zustand des Präparats zu dieser Zeit. Der Katalog von 1710 erwähnte weitere Schäden – was von der Haut des Kindes noch sichtbar war, hatte sich jetzt größtenteils schwarz verfärbt. Im Jahr 1737 befand sich das Steinkind von Sens immer noch in der königlichen Sammlung; der Katalog aus diesem Jahr vermerkt – ohne Abbildung –, dass die Überreste nun in einem Glaskasten aufbewahrt wurden.
In den 1820er Jahren wurde die königliche Sammlung aufgelöst. Ein Teil der Bestände wurde versteigert, ein anderer weggeworfen und ein dritter ging in andere Sammlungen über. Das Steinkind von Sens gelangte 1826 ins Dänische Museum für Naturgeschichte. Im späten 19. Jahrhundert wurden die Bestände dieses Museums vom Zoologischen Museum Kopenhagen übernommen. Das Steinkind von Sens war aber nicht mehr unter den Exponaten, die diesen Ortswechsel mitmachten. Spätere Nachforschungen nach dem Verbleib blieben erfolglos.

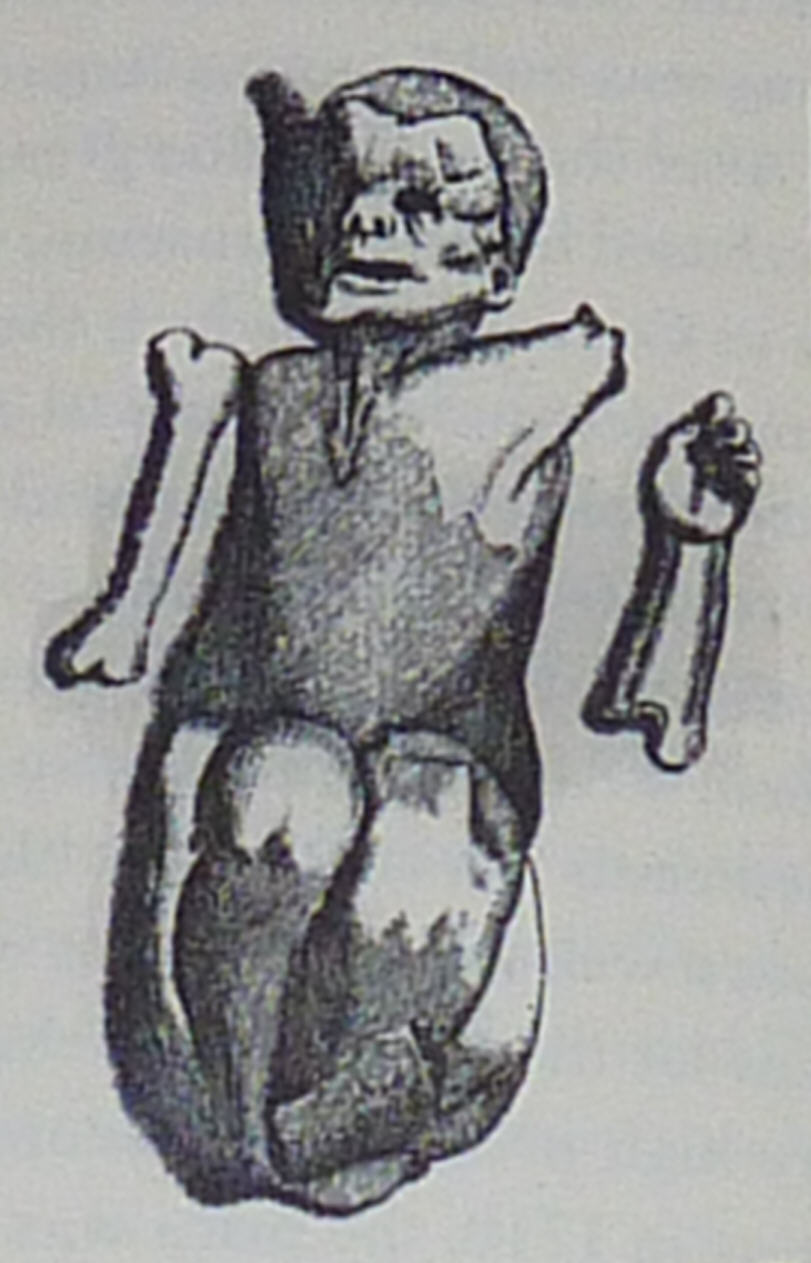
Thomas Bartholins Zeichnung
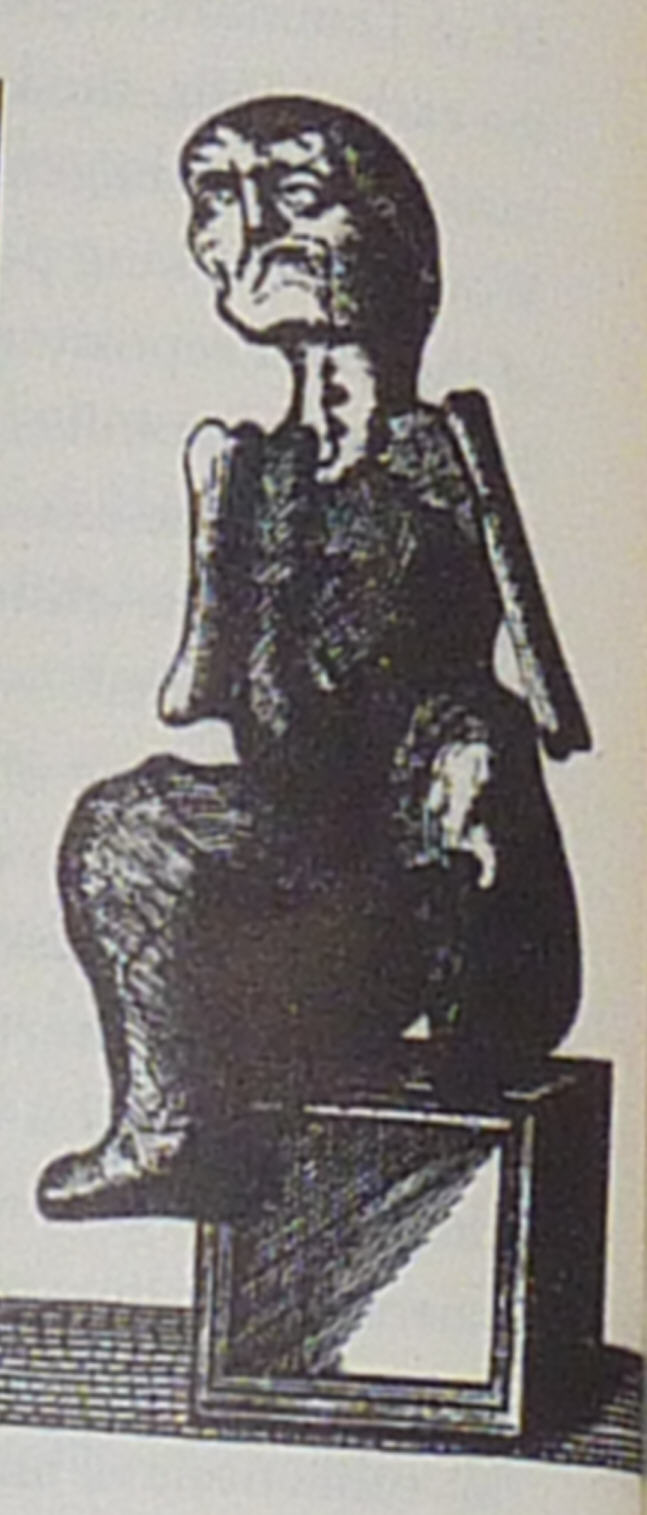
Holger Jacobsens Zeichnung

## Bedeutung
Das Steinkind von Sens war das erste dokumentierte Lithopädion. Bis 1880 waren laut einer Zusammenstellung von Friedrich Küchenmeister 47 Fälle bekannt, bis Januar 2010 sind etwa 300 Fälle beschrieben worden.
Seit Küchenmeister werden Lithopädia in drei Untergruppen eingeteilt: Beim Lithokelyphos sind nur die Membranen, nicht aber der Fötus selbst verhärtet, beim eigentlichen Lithopädion oder Lithoteknon ist das Kind selbst durch Kalkeinlagerungen konserviert worden und beim Lithokelyphopaedion sind sowohl das Kind als auch die umgebende Membran verhärtet. Das Steinkind von Sens gehörte diesem letzten Typus an. Die Mehrzahl aller Fälle trat bei Bauchhöhlenschwangerschaften auf. Berichte über innerhalb der Gebärmutter liegende Steinkinder gibt es aus jüngerer Zeit nicht. Wenn das Steinkind von Sens, wie es der Bericht von d’Ailleboust glauben macht, tatsächlich in einem intakten Uterus gelegen hat, stellt dies eine Besonderheit dar. Bondeson vertritt allerdings die Theorie, dass Colombe Chatri eine Uterusruptur erlitt und das Kind dann in ihre Bauchhöhle geriet, wo es zum Lithopädion umgebildet wurde.